# Bentley State Limousine
 (avril 2021).
Si vous disposez d'ouvrages ou d'articles de référence ou si vous connaissez des sites web de qualité traitant du thème abordé ici, merci de compléter l'article en donnant les références utiles à sa vérifiabilité et en les liant à la section « Notes et références ».
La State Limousine est une limousine du constructeur automobile britannique Bentley, voiture officielle pour la reine Élisabeth II à l'occasion de son jubilé d'or en 2002. Seuls deux exemplaires sont construits. Le roi Charles III maintenant les utilise.

## Caractéristiques
Les deux voitures sont basées sur la Bentley Arnage R et sont équipées du V8 6,75L, réglé à 408 chevaux (300Kw) et 835 N m de couple. Malgré une masse de plus de trois tonnes, elles peuvent atteindre les 209 km/h.
La Bentley State Limousine est environ un mètre plus longue que le modèle de base, 25 cm plus haute, et 15 cm plus large. 
La transmission est adaptée pour permettre des déplacements au pas aussi doux que possible (vitesse de croisière à 14km/h lors de défilés). 
La voiture est blindée, avec un plancher anti-mines, des vitres résistantes aux balles, un système de climatisation pouvant isoler les occupants en cas d’attaque chimique ou biologique, ou encore des pneus en kevlar.

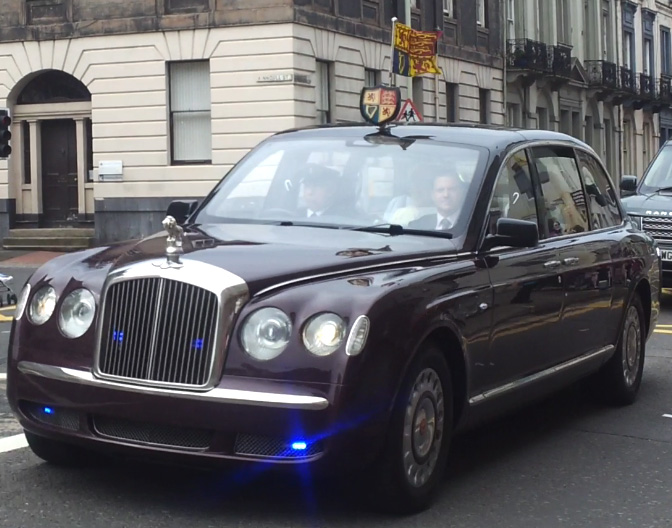
La State Limousine équipée des ornements du roi (ici les versions écossaises, car se trouvant à Perth en Écosse).

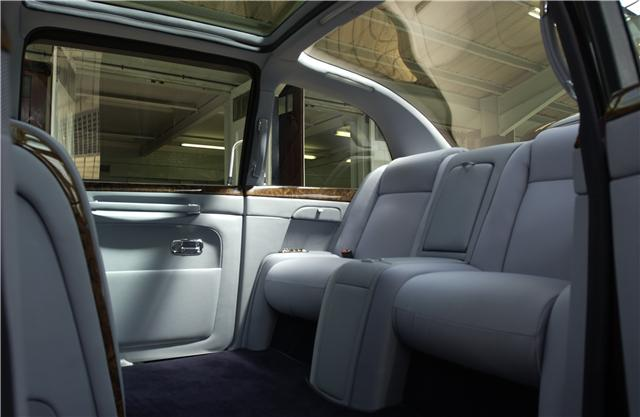
Intérieur de la State Limousine.

Seuls deux de ces véhicules ont été construits, ce qui la rend encore plus rare que la Rolls-Royce Phantom IV, dont seulement 18 avaient été construits pour des membres de la famille royale et chefs d'État.
La Bentley est utilisée pour les rendez-vous officiels, le roi l'utilise aussi pour se rendre à l'église.
Comme toutes les voitures de l'État britannique, la Bentley dispose d'une crête illuminée et d'un fanion, qui peut être rangé à l'intérieur du véhicule. Quand le roi est à bord, une mascotte de Saint Georges par Edward Seago (si en Angleterre ou au pays de Galles) ou une mascotte d'un lion (si en Écosse) est placée sur le capot. 
Les limousines sont équipées de feux clignotants; deux derrière la grille et deux sur le pare-chocs avant. Ces véhicules d'État ne disposent pas de plaques d'immatriculation et leur couleur est bordeaux et noire, comme toutes les limousines de la monarchie britannique.
En janvier 2009, il a été annoncé que les deux Bentley State Limousine seraient converties pour fonctionner au biocarburant.